# KAT-TUN LIVE TOUR 2012 CHAIN TOKYO DOME
KAT-TUN LIVE TOUR 2012 CHAIN TOKYO DOME（カトゥーン ライヴ ツアー 2012 チェイン トーキョー ドーム）は、KAT-TUNの9枚目のDVD。

## 概要
KAT-TUNは、毎年ライブツアーを行なう事が恒例となっていたが、2011年は東日本大震災の影響で中止となっていた。2年ぶりとなるライヴツアー「CHAIN」には、ファンやメンバー間の「絆」をより一層深めたいとの思いが込められた。
また、田中を含めた5人編成での最後のLiveDVDとなった。
アンコールでは見学に来ていたNEWSの増田貴久が飛び入りでステージに上がっている。
本作品には、2012年4月21日東京ドームでのツアーファイナル公演が収められた。初回プレス盤は三方背ケースにライブフォトブック40ページ付き。収録内容は初回盤、通常盤とも共通。

## 収録曲

### DISC 1
1. OVERTURE
2. BIRTH
3. STAR RIDER
4. CHANGE UR WORLD
5. Keep the faith
6. ONE DROP
7. WHITE
8. LOCK ON
9. COSMIC CHILD
10. 儚い指先
11. FINALE - 田口淳之介
12. STEP BY STEP - 中丸雄一
13. ノーマター・マター
14. RUN FOR YOU
15. ONE DAY
16. PERFECT
17. SMILE FOR YOU
18. DANGEROUS CAT〜MAKE ME WET〜 - 田中聖
19. ずっと - 亀梨和也
20. RUNAWAY - 上田竜也

### DISC 2
1. SOLDIER
2. あの日のように
3. 歩道橋
4. NEVER × OVER 〜「-」IS YOUR PART〜
5. GIVE ME,GIVE ME,GIVE ME
6. LIPS
7. 喜びの歌
8. Peacefuldays
9. 勇気の花

ENCORE
1. Real Face
2. CHAIN OF LOVE
3. DIAMOND
4. Going!
5. ハルカナ約束